# Юрахли
Юрахли́ (рос. Юрахлы) — селище у складі Варгашинського району Курганської області, Росія. Входить до складу Варгашинської селищної ради.
Населення — 80 осіб (2010, 114 у 2002).